# Vynohradiv (gemeente)
Vynohradiv (Oekraïens: Виноградівська міська громада) is een gemeente in de Oekraïense oblast Transkarpatië en telt 63.455 inwoners (2020) en is gelegen in het zuidelijke deel van de oblast.

## Plaatsen in de gemeente
Vynohradiv, Borzjavske, Boekove, Velyki Komjaty, Drotyntsi, Mala Kopanja, Olesjnyk, Onok, Pidvynohradiv, Fantshykovo, Prytysnianske, Trosnyk, Sjyroke
In het Hongaars:
- Tiszaszirma (Drotinci),
- Tiszasásvár (Trosznik),
- Fancsika,
- Szőlősvégardó (Pidvinohragyiv),
- Csonkás (Pritiszjanszke),
- Ilonokújfalu (Onok),
- Komját (Veliki Komjati),
- Nagycsongova (Borzsavszke),
- Fakóbükk (Bukove),
- Szőlősegres (Olesnik),
- Felsősárad (Siroke),
- Alsóveresmart (Mala Kopanya),
- Felsőveresmart (Velike Kopanya),
- Nagyszőlős

## Hongaarse gemeenschap
In het dorp Frantsjikovo (Фанчиково Fancsika) is 37,06% van de bevolking Hongaars ongeveer 770 personen. In het dorp staat in het hart de Hongaars gereformeerde kerk uit het jaar 1755 en er is een Rooms Katholieke kerk. In het dorp is een Hongaarse peuterspeelzaal en er wordt Hongaars onderwezen op de middelbare school in het dorp.
In de stad Vynohradiv is 13,54% Hongaars, ongeveer 3.400 personen. In de stad staan een Rooms Katholieke en Hongaars Gereformeerde kerk. Verder is er een Hongaarstalige middelbare school: de Perényi Zsigmond Középiskolá / Zigmond Perényi Middelbare school.